# Robert Irving III
Robert Irving III (Chicago, 27 ottobre 1953) è un pianista, compositore, arrangiatore,ed educatore musicale statunitense.
Nato a Chicago, è stato un componente di un gruppo di giovani musicisti che a cavallo tra gli anni '70 e gli anni '80, hanno formato un gruppo con Miles Davis. Irving ha lasciato la banda di Davis nel 1989, ed ha continuato la sua carriera da musicista, compositore, arrangiatore, produttore, educatore e artista interdisciplinare. Irving ha ripreso la sua carriera recentemente (con l'uscita dell'album New Momentum nel 2007) registrando sotto il suo stesso nome.

## Gli inizi
Il primo strumento che ha suonato è stato il bugle, seguito da altri strumenti in ottone quali la cornetta, il corno francese e il trombone a valvola rotativa. Oltre a suonare questi strumenti, ha studiato anche pianoforte per le conoscenze teorico-musicali.
La sua famiglia si trasferisce nel Nord Carolina nel 1969 e vi rimane fino al 1978. In questo periodo, Irvis continua i suoi studi in teoria musicale, suona il trombone in concerti con le bande, tastiere per gruppi fusion e pop/funk, e organo e pianoforte per gruppi gospel. L'organo Hammond e le tastiere sono divenuti i suoi principali strumenti.
Ritornato a Chicago nel 1978, Irving ha iniziato a collaborare con giovani musicisti, quali Vince Wilburn Jr. e Darryl Jones, che più tardi entreranno a far parte della band di Miles Davis. Questi musicisti hanno formato varie bande, tra le quali Data and AL7. Nel 1979, la banda AL7 fu invitata dall'arrangiatore-produttore Tom Tom 84 per registrare demo per Maurice White (di Earth, Wind, & Fire).

## Discografia
- 2011 — Kahil El'Zabar's Ethnics ft. Nona Hendryx, It's Time – compositore, arrangiatore, produttore, tastiere
- 2007 — Robert Irving III, New Momentum (Sonic Portraits Entertainment) -- leader, compositore, arrangiatore e produttore (con Terri Lyne Carrington)
- 2002 — Juba Collective (Kahil El'Zabar), Juba Collective—piano, organ, keyboards
- 2002 - Miles Davis, The Complete Miles Davis at Montreux—compositore, arrangiatore, tastiere
- 1997 — Wallace Roney, Village—tastiere
- 1997 — David Murray, Fo Deuk Revue—pianoforte, compositore
- 1996 — David Murray, Dark Star (#1 sulla chart Billboard) -- organo, pianoforte, sintetizzatori
- 1995 — David Murray, Jug-a-Lug—organo, sintetizzsatori
- 1994 — David Murray, The Tip—organo, sintetizzatori
- 1992 — ESP, ESP (Robert Irving III, Darryl Jones, Bobby Broom, Kirk Whalum, Toby Williams) -- compositore, arrangiatore, produttore, sintetizzatori
- 1991 — Susan Osborne, Wabi (Nippon Music Award per Best Creative Concept) -- produttore
- 1989 — Terri Lyne Carrington, Real Life Story (Grammy Award Nominee) -- produttore
- 1989 — Robert Lee Irving, Midnight Dream—compositore, arrangiatore, tastiere, produttore
- 1985 — Miles Davis, You're Under Arrest (Nomination al Grammy Award) -- compositore, arrangiatore, tastiere, produttore
- 1983 — Miles Davis, Decoy (Downbeat Album of the Year) -- compositore, arrangiatore, tastiere, produttore
- 1981 — Miles Davis, The Man With the Horn—compositore, arrangiatore, tastiere, produttore